# Уэйл, Джеймс
Джеймс Уэйл (англ. James Whale; 22 июля 1889, Дадли, Вустершир, Великобритания — 29 мая 1957, Голливуд, Калифорния, США) — английский режиссёр театра и кино, актёр. Наибольшую популярность получил как режиссёр фильмов ужасов «Франкенштейн» (1931), «Старый тёмный дом» (1932), «Человек-невидимка» (1933) и «Невеста Франкенштейна» (1935).
С началом Первой мировой войны Уэйл поступил в британскую армию и служил офицером. Находясь в немецком плену, начал увлекаться драматургией. После освобождения в конце войны стал актёром, сценографом и режиссёром. Успех его спектакля «Конец путешествия» (1928) привёл к переезду в США. Он ставил пьесы на Бродвее, а затем занялся режиссурой в Голливуде. Между 1931 и 1937 годами Уэйл снял дюжину фильмов для Universal Pictures, развивая свой стиль, отмеченный влиянием немецкого экспрессионизма.
На пике своей режиссёрской карьеры он поставил фильм «Дорога назад» (1937), продолжение фильма «На Западном фронте без перемен». Студийное вмешательство, возможно, вызванное политическим давлением со стороны Германии, привело к искажению изначального замысла Уэйла, а также к провалу фильма у критиков и зрителей. После череды кассовых разочарований к 1941 году его режиссёрская карьера была фактически закончена, хотя последний короткометражный фильм он снял в 1950 году.
29 мая 1957 года в Калифорнии он покончил жизнь самоубийством, утопившись в собственном бассейне.

## Ранние годы
Джеймс Уэйл родился в городе Дадли, графство Вустершир в Англии, в самом сердце Чёрной Страны. Он был шестым ребёнком в многодетной семье; его отец был рабочим-металлургом, мать — медсестрой. Он учился в школе Kates Hill Board School, затем в благотворительной школе Bayliss и наконец в школе Dudley Blue Coat School. Из-за высокой стоимости обучения Джеймсу пришлось бросить учёбу в подростковые годы, и он пошел трудиться для поддержки семьи. Недостаточно сильный физически, чтобы пойти по стопам своих братьев в местную тяжёлую промышленность, Уэйл начал работать сапожником, для дополнительного заработка продавая на металлолом гвозди из заменённых подошв. Он открыл в себе художественные способности и подрабатывал, делая для соседей надписи на вывесках и ценниках. Дополнительный доход шел на оплату вечерних занятий в Школе искусств и ремесел имени Дадли.
В августе 1914 года началась Первая мировая война. Уэйл мало интересовался политикой, которая привела к войне, но понял, что призыва на военную службу ему не избежать, поэтому добровольно вступил в армию и в октябре 1915 года был зачислен в корпус офицерской подготовки судебных иннов британской армии, который располагался в Бристоле. В июле 1916 года он получил звание второго лейтенанта и поступил на службу в Вустерширский полк. В августе 1917 года на Западном фронте во Фландрии попал в немецкий плен и содержался в лагере офицеров Хольцминдена, где оставался до конца войны, а в декабре 1918 года был репатриирован в Англию. В лагере Джеймс Уэйл стал активно участвовать как актёр, писатель, продюсер и сценограф в любительских театральных постановках, ставших для него «источником большого удовольствия и развлечений». У него также развился талант к покеру, и после войны он обналичил выигранные у своих сокамерников чеки, таким образом обеспечив себя финансами для возвращения в гражданскую жизнь.

## Карьера

### Театр

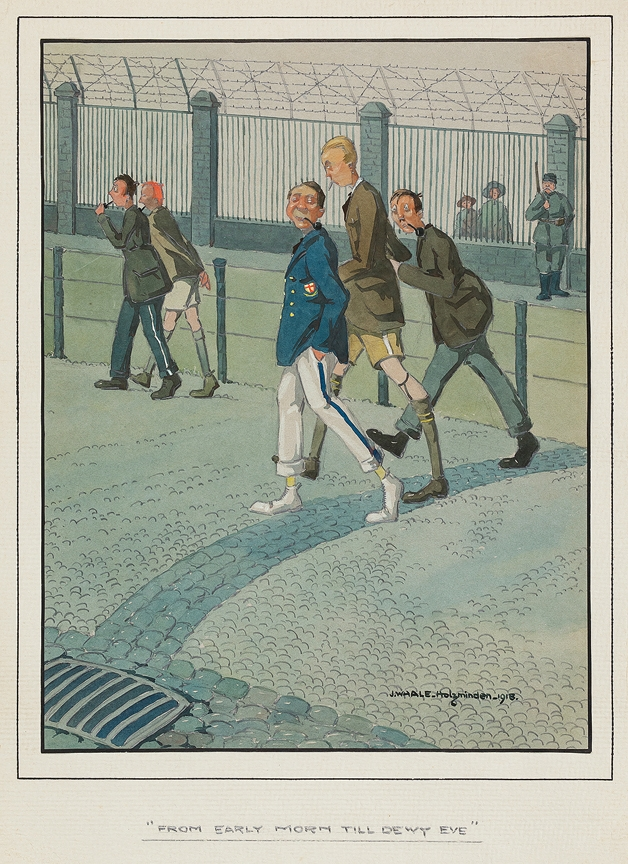
«С раннего утра, до вечерней росы» — акварельная карикатура Уэйла на заключенных в лагере для военнопленных в Хольцминдене. 1918

После перемирия Уэйл вернулся в Бирмингем и попытался устроиться карикатуристом. В 1919 году продал две карикатуры журналу Bystander, но не смог получить постоянную работу. Затем в том же году начал профессиональную сценическую карьеру. Под руководством актёра и менеджера Найджела Плейфера работал актёром, сценографом, режиссёром и режиссёром-постановщиком. В 1922 году, работая с Плейфером, встретил Дорис Цинкейзен. В течение двух лет их считали парой, несмотря на то что Уэйл жил открыто как гей. По сообщениям, в 1924 году они помолвились, но к 1925 году помолвка была расторгнута.
В 1928 году Уэйлу представилась возможность проявить себя как режиссёра при постановке спектакля Р. С. Шерриффа по пьесе «Конец путешествия» для театрального общества Stage Society, которое организовывало частные воскресные представления. События пьесы разворачиваются в марте 1918 года в окопах Сен-Кантена. Сюжет пьесы позволяет взглянуть на опыт офицеров британской пехотной роты в Первой мировой войне. Ключевой конфликт происходит между капитаном Стенхоупом (командиром роты) и лейтенантом Роли (братом невесты Стенхоупа). Джеймс Уэйл предложил роль Стэнхоупа тогда едва известному Лоуренсу Оливье, который поначалу от неё отказался, но после знакомства с Уэйлом согласился. Морис Эванс получил роль Рэли. Постановка была хорошо принята и перенесена в театр Савой в Вест-Энде, премьера которой состоялась 21 января 1929 года. Теперь главную роль исполнял молодой Колин Клайв, Оливье тем временем принял предложение сыграть в постановке «Красавчик Жест». Пьеса имела огромный успех, критики были единогласны в восторженных отзывах, а зрители после спектакля иногда сидели в полной тишине, чтобы потом разразиться громовыми овациями. Как писал биограф Уэйла Джеймс Кёртис, пьеса «сумела объединить в нужное время и надлежащим образом впечатления целого поколения мужчин, которые участвовали в войне и не смогли словом или делом адекватно изобразить своим друзьям и семьям жизнь в окопах». После трёх недель показов в Савойе «Конец Путешествия» перешёл в Театр Принца Уэльского, где шёл ещё в течение двух лет. В результате права на пьесу «Конец Путешествия» приобрел продюсер Гилберт Миллер для постановки в театре Стивена Сондхайма (на тот момент театра Генри Миллера). Режиссёром снова стал Джеймс Уэйл, на роль Стэнхоупа был приглашен Колин Кит-Джонстон, а на роль лейтенанта Роли — Дерек Уильямс. Премьера спектакля состоялась 22 марта 1929 года. Он не сходил со сцены больше года, закрепив за «Концом Путешествия» репутацию величайшей пьесы о Первой мировой войне.

### Ранняя работа в Голливуде
Успех различных постановок «Конца Путешествия» привлёк внимание кинопродюсеров. Во время перехода от немого к звуковому кино продюсеры были заинтересованы в найме актёров и режиссёров с опытом постановки диалогов. В 1929 году Уэйл отправился в Голливуд и подписал контракт с Paramount Pictures. Он был назначен «режиссёром диалогов» на фильме «Доктор любви» (1929). Уэйл завершил работу над фильмом за 15 дней, и контракт признали законченным. Примерно в это же время он встретил Дэвида Льюиса.
Уэйл был нанят независимым кинопродюсером и пионером авиации Говардом Хьюзом, который планировал сделать звуковым изначально немой фильм «Ангелы ада» (1930). Джеймс Уэйл вновь руководил постановкой диалогов. Когда его работа для Хьюза была завершена, он отправился в Чикаго, чтобы возглавить другую постановку «Конец Путешествия».
Британские продюсеры Майкл Бэлкон и Томас Уэлш купили права на экранизацию пьесы «Конец путешествия» и, опираясь на удачный опыт постановок Уэйла в Лондоне и на Бродвее, предложили ему стать режиссёром фильма. Для организации съёмок в Нью-Йорке они сотрудничали с небольшой американской студией Tiffany Pictures. Колин Клайв повторил свою роль Стэнхоупа, а Дэвид Мэннерс получил роль Рэли. Съёмки начались 6 декабря 1929 года и закончились 22 января 1930 года. Премьера фильма состоялась 9 апреля 1930 года в США и 14 апреля в Великобритании. Фильм имел огромный коммерческий успех.

### Работа с Карлом Леммле на Universal
В 1931 году Universal Studios подписала пятилетний контракт с Уэйлом. Его первым проектом стал «Мост Ватерлоо» на основе бродвейской пьесы Роберта Э. Шервуда. Мэй Кларк сыграла в нём молодую американку, которая в силу обстоятельств вынуждена зарабатывать на жизнь проституцией в годы Первой мировой войны в Лондоне. Роль Майры принесла ей популярность и положительные отзывы критиков. В это время Уэйл и Льюис начали жить вместе. 

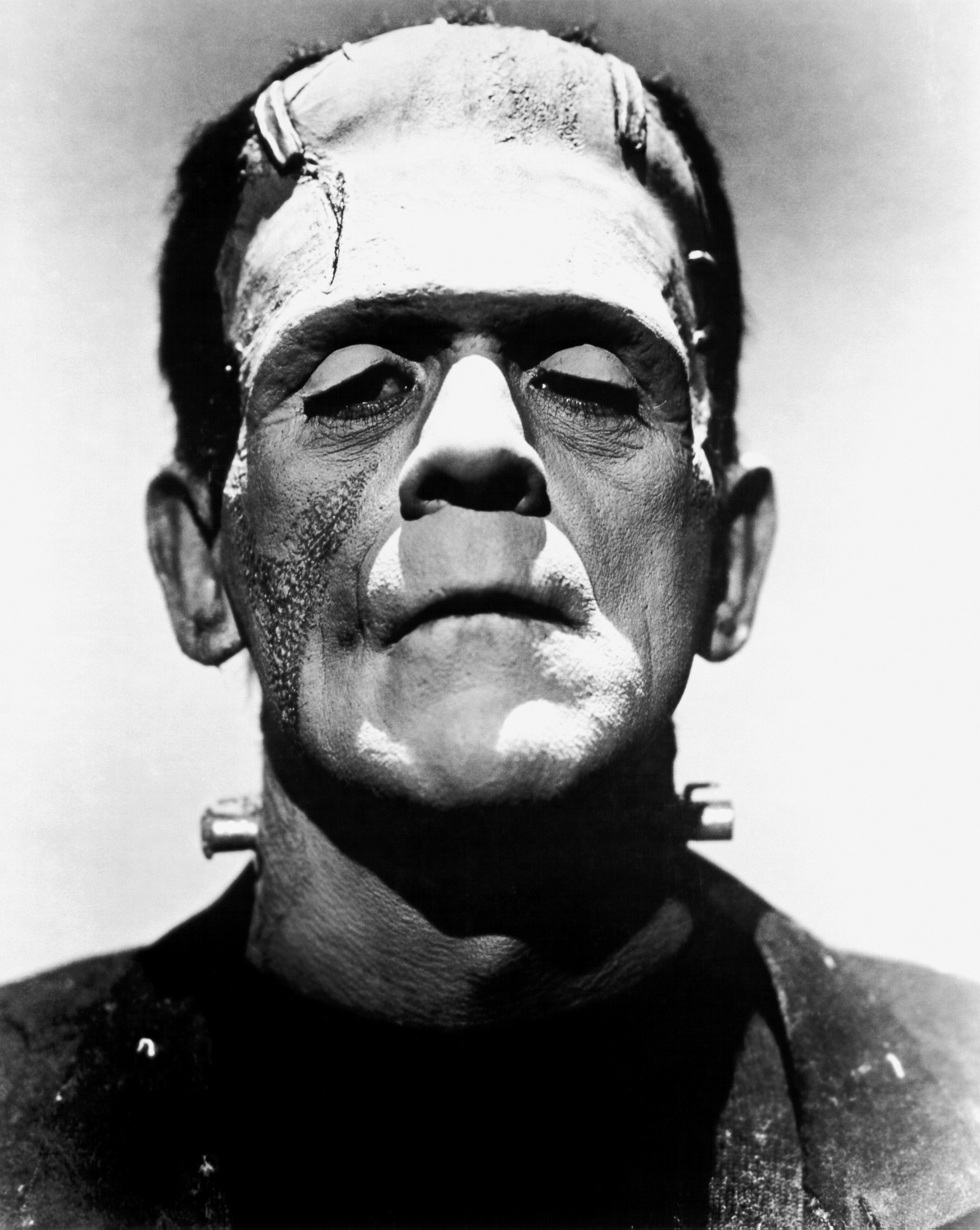
Борис Карлофф в роли монстра Франкенштейна

В 1931 году глава Universal Карл Леммле предложил Уэйлу снять на выбор что-нибудь из того, чем владела студия. Уэйл выбрал «Франкенштейна», потому что другие вещи его не заинтересовали, а ещё один военный фильм он делать не хотел. В то время как сам роман находился в общественном достоянии, Universal владела правами на съёмки театральной инсценировки Пегги Уэблинга. Уэйл пригласил Колина Клайва на главную роль Генри Франкенштейна, а Мэй Кларк на роль его невесты Элизабет. Роль монстра он предложил тогда ещё неизвестному актёру Борису Карлоффу. Съёмки начались 24 августа 1931 года и закончились 3 октября того же года. Предварительный показ состоялся 29 октября, а премьера фильма состоялась 21 ноября. «Франкенштейн» мгновенно стал хитом среди критиков и публики. Фильм получил восторженные отзывы и побил рекорды кассовых сборов по всей территории США, заработав для Universal 12 миллионов долларов. А фраза из фильма «IT’S ALIVE!», которую произносит Генри Франкенштейн, когда видит, что созданное им существо ожило, впоследствии стала мемом. В мировой культуре закрепился и образ самого существа.
В 1932 году Уэйл снял также фильмы «Нетерпеливая дева» и «Старый тёмный дом». «Нетерпеливая Дева» не произвела особого впечатления, но фильму «Старый тёмный дом» приписывают изобретение поджанра фильмов ужасов «тёмный дом». Многие годы оригинальная версия «Старого тёмного дома» считалась утерянной и приобрела репутацию одного из выдающихся готических фильмов ужасов. В 1968 году режиссёр Кёртисом Харрингтоном нашёл считавшийся утраченным фильм в хранилище Universal и убедил Музей Джорджа Истмана профинансировать его повторный выпуск в прокат. Отреставрированная версия фильма была выпущена на Blu-ray в 2017 году.
Следующим фильмом Джеймса Уэйла стал «Поцелуй перед зеркалом» (1933), имевший успех у критиков, но провалившийся в прокате. Уэйл вернулся к жанру ужасов с фильмом «Человек-невидимка» (1933) по книге Герберта Уэллса и одобренному им лично сценарию. Фильм был наполнен визуальными эффектами и смешивал в себе жанры ужасов и комедии. Под большим впечатлением The New York Times включила его в свой список десяти лучших фильмов года. «Человек-невидимка» побил рекорды кассовых сборов в городах по всей Америке. В  силу его «исключительных художественных достоинств» Франция, ограничившая число кинотеатров, показывающих недублированные американские фильмы, сняла ограничения на показ «Человека-невидимки».
В 1933 году Уэйл поставил также романтическую комедию «При свечах», которая получила хорошие отзывы и стала скромным кассовым хитом. В 1934 году он снял «Ещё одна река», экранизацию одноимённого романа Джона Голсуорси. В фильме рассказывается история женщины, которая отчаянно пытается сбежать от своего жестокого мужа, подвергающего её эмоциональным и физическим издевательствам. Это был первый из фильмов Уэйла, для которого требовалось одобрение Администрации производственного кодекса, и Universal было трудно получить его получить из-за элементов садизма, скрытых в оскорбительном поведении мужа по отношению к жене.

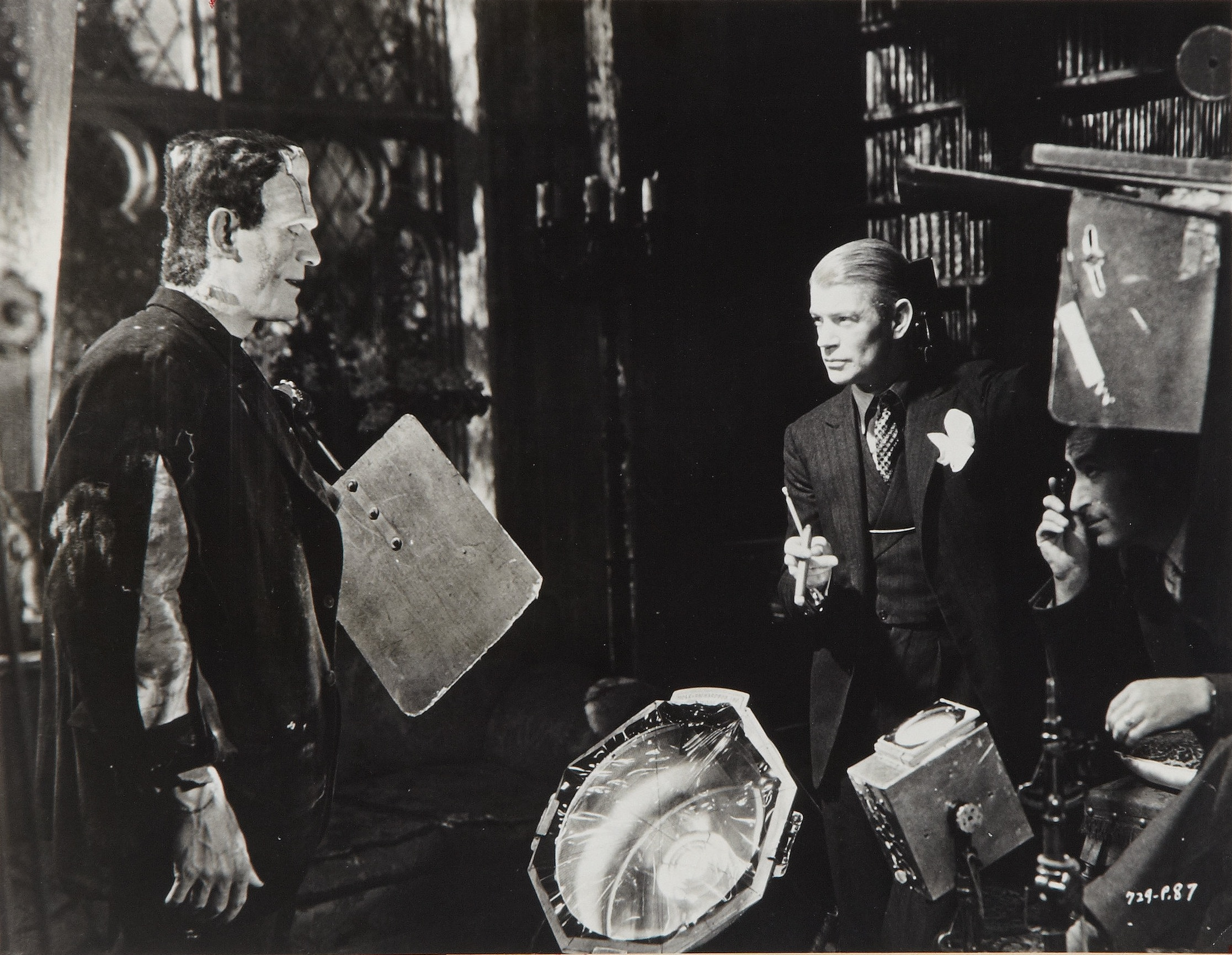
Борис Карлофф, Джеймс Уэйл и Джон Дж. Месколл на съемках фильма «Невеста Франкенштейна». 1935

«Невеста Франкенштейна» (1935) стала следующим проектом Уэйла. Он сопротивлялся созданию сиквела «Франкенштейна», так как опасался, что прославится в качестве режиссёра фильмов ужасов. Весь фильм строится на второй половине романа Мэри Шелли, в которой монстр обещает оставить Франкенштейна и человечество в покое, если тот создаст ему подругу. Учёный выполняет обещание, однако «Невеста» пугается монстра и отвергает его. От отчаяния и разочарования чудовище взрывает лабораторию и «Невесту» вместе с собой, но отпускает Генри Франкенштейна и его невесту Элизабет. Фильм имел большой успех, к 1943 году заработав для Universal около 2 миллионов долларов. Он прославился как «лучший готический фильм ужасов» и часто упоминается как шедевр Уэйла.
Окрылённый успехом «Невесты Франкенштейна», Карл Леммле хотел заставить Уэйла работать над фильмом «Дочь Дракулы» (1936), сиквелом первого большого хита фильмов ужасов Universal в эпоху звукового кино — «Дракула» (1931). Джеймс Уэйл, опасаясь делать два фильма ужасов подряд и обеспокоенный тем, что фильм «Дочь Дракулы» может помешать его планам первой полностью звуковой версии «Плавучего театра» (ранее снятой Гарри А. Поллардом), вместо этого убедил Леммле купить права на роман под названием «Убийство с похмелья». Роман представляет собой комедию-загадку в стиле романа «Худой мужчина» о группе друзей, которые были настолько пьяны той ночью, когда был убит один из них, что на утро никто не мог ничего вспомнить. Экранизация под названием «Помнишь прошлую ночь?» (1936) и стала одним из самых любимых фильмов Уэйла, но была неоднозначно воспринята публикой и критиками и имела плохие кассовые сборы.
Закончив «Помнишь прошлую ночь?», Уэйл сразу же приступил к работе над фильмом «Плавучий театр» (1936). Для постановки этого мюзикла он привлёк кого только мог, включая Хелен Морган, Поль Робсона, Чарльза Виннингера, Сэмми Уайта, дирижёра Виктора Баравалье, аранжировщика Роберта Рассела Беннетта, и Айрин Данн, которая считала, что Уэйл неподходящий режиссёр для этого фильма. По мнению многих критиков, «Плавучий театр» Уэйла является наиболее точной постановкой мюзикла, но была недоступна в течение многих лет из-за одноимённого ремейка MGM 1951 года. В 2014 году реставрированный фильм стал доступен на DVD в США как часть архивной коллекции Warner Archive Collection Warner Home Video; в 2020 году The Criterion Collection выпустила 4K реставрацию на Blu-Ray.
«Плавучий театр» (1936) стал последним из фильмов Уэйла, снятых для Леммле. Universal обанкротилась, а Леммле продал свой контрольный пакет акций студии за 5 500 000 долларов главе корпорации Standard Capital Corporation Дж. Чиверу Каудину и Чарльзу Р. Роджерсу, который впоследствии был назначен вице-президентом Universal Pictures.

### Карьерный спад
Карьера Джеймса Уэйла резко пошла на спад после выхода его следующего фильма «Дорога назад» (1937). Продолжение фильма по одноимённому роману Эрих Марии Ремарка «На Западном фронте без перемен», снятого Universal в 1930 году, повествует о жизни нескольких молодых немцев, которые вернулись с Первой мировой войны, и их борьбе за реинтеграцию в общество. Консул Германии в США, который также был членом нацистской партии, Георг Гисслинг, узнав, что фильм находится в производстве, выразил протест, обратившись к Джозефу Брину из Production Code Administration (PCA), утверждая, что фильм дает «неверную и искажённую картину немецкого народа». Гисслинг даже встречался с Уэйлом, но из этого ничего не вышло. Затем консул отправил письма членам актёрского состава, угрожая, что их участие в фильме может привести к трудностям в получении немецкого разрешения на съёмки для них и для всех, кто связан с ними в фильме. В то время Universal, имевшая мало проектов в Германии, такие угрозы всерьёз не воспринимала. Когда под давлением Голливудской анти-нацистской лиги и Гильдии киноактёров в дело вмешался Госдепартамент, немецкое правительство отступило. Оригинальная версия фильма Уэйла получила в целом положительные отзывы, но после предварительных показов Чарльз Роджерс приказал вырезать некоторые сцены и снять дополнительные. Джеймс Уэйл был в ярости, а изменённый фильм всё равно был запрещён в Германии. Немцам удалось также убедить Китай, Грецию, Италию и Швейцарию запретить его.
После провала «Дороги назад» Чарльз Роджерс попытался расторгнуть контракт с Уэйлом, но тот воспротивился. Тогда Роджерс назначил его на серию фильмов категории В, чтобы выполнить свои обязательства по договору. Уэйл снял только один успешный художественный фильм, «Человек в железной маске» (1939), прежде чем в 1941 году он покинул киноиндустрию.

## После ухода из кино
После ухода из кино Уэйл оказался в безвыходном положении. Ему время от времени предлагали работу, в том числе возможность быть режиссёром фильма «С тех пор как вы ушли» для продюсера Дэвида Селзника, но он отказался. Льюис, тем временем, был более чем когда-либо занят своими производственными обязанностями и часто работал допоздна, оставляя Джеймса одного. Льюис купил ему запас красок и холстов, и Уэйл вновь открыл в себе любовь к живописи. В конце концов он построил себе большую студию.
С началом Второй мировой войны Уэйл предложил свои услуги армии Соединённых Штатов и в феврале 1942 года снял для неё учебный фильм «Трудоустройство в армии». В том же году в сотрудничестве с актрисой Клер Дю Брей он создал небольшую театральную группу Brentwood Service Players. Из 100 театральных мест шестьдесят были предоставлены бесплатно обслуживающему персоналу; остальные были проданы общественности, а выручка от кассовых сборов была пожертвована благотворительным организациям военного времени.
В 1944 году Уэйл вернулся на Бродвей, чтобы поставить психологический триллер по одноимённому роману Найо Марш «Рука в перчатке», но спектакль быстро сошёл со сцены и был показан всего 40 раз. Это было его первое возвращение на Бродвей после провала «Один, Два, Три!» в 1930 году.
В 1950 году Уэйл снял свой последний короткометражный фильм, основанный на одноактной пьесе Уильяма Сарояна «Эй, кто-нибудь!». История о ложно обвинённом в изнасиловании мужчине, который находится в Техасской тюрьме, и девушке Эмили, работающей там уборщицей. Продюсером и спонсором фильма был Хантингтон Хартфорд. Хартфорд планировал, что короткометражка станет частью киноальманаха в духе фильма «Квартет». Однако попытки найти подходящие новеллы для экранизации оказались безуспешными, и «Эй, кто-нибудь!» так и не был выпущен в коммерческом масштабе.
Последним профессиональным проектом Уэйла стала постановка «Язычница в гостиной», фарс о двух старых девах из Новой Англии, которых посещает полинезийка, на которой несколько лет назад после кораблекрушения женился их отец. Производство велось в Пасадене в течение двух недель в 1951 году. Планировалось привезти эту постановку в Нью-Йорк, но Уэйл предложил сначала поставить пьесу в Лондоне. Перед открытием спектакля в Англии Уэйл решил совершить экскурсию по художественным музеям Европы. Во Франции он возобновил своё общение с Кёртисом Харрингтоном, с которым познакомился в 1947 году. В Париже он ходил в гей-бары и в одном из них познакомился с 25-летним барменом по имени Пьер Фогель. Уэйл был им поражён и нанял Фогеля в качестве своего шофёра, тогда как Харрингтон считал его не более чем ловеласом.
В сентябре 1952 года началось гастроли спектакля «Язычница в гостиной», который обещал стать хитом. Однако Гермиона Баддели, игравшая роль каннибала «Ну-га», сильно пила и начала устраивать странные выходки, мешая выступлениям. Так как с ней был подписан контракт, её не могли заменить, и продюсеры были вынуждены закрыть шоу.
В ноябре 1952 года Уэйл вернулся в Калифорнию и сообщил Дэвиду Льюису, что планирует привезти Фогеля. Потрясённый Льюис ушел из дома. Несмотря на то что это положило конец их 23-летним романтическим отношениям, они остались друзьями. Льюис купил небольшой дом и построил бассейн, что побудило Уэйла вырыть собственный бассейн, хотя сам он в нём не плавал. Он начал устраивать вечеринки для мужчин и наблюдал, как молодые люди прыгают в бассейн и резвятся вокруг него. Фогель переехал к Уэйлу в начале 1953 года, и Уэйл назначил его управляющим бензоколонки, которой он владел.
Весной 1956 года у Уэйла случился небольшой инсульт. Несколько месяцев спустя он перенёс ещё один более крупный инсульт и был госпитализирован. В больнице он лечился от депрессии электрошоковой терапией.
После выписки Уэйл нанял одного из медбратьев больницы в качестве своей личной сиделки с проживанием в семье. Ревнивый Фогель выгнал медбрата из дома и нанял вместо него медсестру. Уэйл страдал от перепадов настроения и становился всё более зависимым от других, поскольку у него начались серьёзные провалы в памяти.

## Смерть
29 мая 1957 года в возрасте 67 лет Уэйл покончил жизнь самоубийством, утопившись в своём бассейне. Он оставил предсмертную записку, которую Льюис скрывал до самой своей смерти, наступившей несколько десятилетий спустя. По этой причине смерть Уэйла была первоначально признана результатом несчастного случая. В его предсмертной записке было сказано: «Дальнейшее — только старость, болезни и мучения… Я хочу покоя и другого способа обрести его я не знаю».
Тело Уэйла было кремировано по его просьбе, урна с прахом была захоронена в колумбарии Мемориального парка Форест-Лаун в Глендейле. Из-за привычки периодически изменять свою дату рождения, его ниша указывает неверную дату — 1893 год. В 1987 году умер Дэвид Льюис. Душеприказчик и биограф Уэйла Джеймс Кёртис захоронил его прах в нише напротив Уэйла.

## Сексуальная ориентация
На протяжении всей своей карьеры в британских театрах и в Голливуде Джеймс Уэйл жил как открытый гей, что в 1920-х и 1930-х годах было практически неслыханно. Примерно с 1930 по 1952 год он жил вместе с Дэвидом Льюисом. Он не старался предать гласности свою гомосексуальность, но также не делал ничего, чтобы скрыть её. Как выразился кинорежиссёр Кёртис Харрингтон, друг и доверенное лицо Уэйла, «не в том смысле, чтобы кричать об этом с крыш или делать каминг аут. Но да, он был открытым гомосексуалом. Любой человек, знавший его, был в курсе, что он гей». Несмотря на предположения, что карьера Уэйла была прекращена из-за гомофобии, а его якобы окрестили «Королевой Голливуда», Харрингтон утверждает, что «никто ничего подобного не делал».
Поскольку к 1970 году сведения о его сексуальной ориентации были очень распространены, некоторые историки кино и исследователи геев обнаружили гомосексуальные темы в творчестве Уэйла, особенно в «Невесте Франкенштейна». Так, ряд занятых в постановке актёров, включая Эрнеста Тесайджера и Колина Клайва, были, вероятно, гомосексуалами или бисексуалами. Исследователи определили гомосексуальную и особую кэмп-чувствительность, пронизывающую фильм, особенно воплощённую в характере персонажа Преториуса (Тесиджера) и его отношениях с Генри Франкенштейном (Клайвом).
Историк гей-фильмов Вито Руссо, рассматривая Преториуса, называет его не геем, а «женоподобным» («sissified», «sissy» голливудское определение для гомосексуалов). Преториус служит фигурой соблазнения и искушения, уводя Франкенштейна от его невесты в первую брачную ночь, чтобы участвовать в неестественном акте жизни, не ведущим к деторождению. Новеллизация фильма, опубликованная в Англии, ещё более прояснила смысл в обращении Преториуса к Франкенштейну: «Плодитесь и размножайтесь. Давайте повиноваться библейскому предписанию: у вас, конечно, есть выбор естественных средств, но что касается меня, я боюсь, что для меня нет другого пути, кроме научного». Руссо предполагает, что гомосексуальность Уэйла выражается в фильмах про Франкенштейна представлением монстра как антисоциальной фигуры, точно так же, как геи — это «„вещи“ которые не должны были случиться». Монстр выражает свои чувства к мужчине-отшельнику и женщине-невесте обращением «друг» и трактуется как сексуально неопределённый или бисексуальный. Автор гендерных исследований Элизабет Янг пишет: «У него нет врождённого понимания того, что связь между мужчиной и женщиной, которую он должен создать с невестой, считается основной или что она несёт в себе сексуальную значимость, отличную от его отношений с Преториусом или отшельником: все аффективные отношения так же легко становятся „дружбой“, как и „браками“». Действительно, его отношения с отшельником были интерпретированы как однополый брак, который гетеросексуальное общество не потерпит: «Нет ошибки — это брак, причём жизнеспособный», — пишет критик Гэри Моррис для журнала Bright Lights Film. Но Уэйл быстро напоминает нам, что общество этого не одобряет, и монстр был изгнан из своей домашней идиллии, когда был обнаружен двумя вооружёнными деревенскими жителями, которые случайно наткнулись на этот союз и инстинктивно приступили к его разрушению. Сцена создания невесты монстра была названа как «напоминание Уэйла аудитории (его голливудским боссам, коллегам и всем, кто смотрит) о величии и силе гомосексуального создателя».
Однако Харрингтон отвергает эту оценку молодого критика: «Все художники делают работу, которая выходит из подсознания, и позже вы можете проанализировать её и сказать, что символизм может что-то значить, но художники не думают так, и я бы поспорил на свою жизнь, что Джеймс Уэйл никогда не имел в виду такие концепции». Конкретно в ответ на «величие и силу» Харрингтон заявил, что это полная чушь. Это критическая интерпретация, не имеющая ничего общего с первоначальным вдохновением. Что самое близкое к гомосексуальной метафоре в его фильмах — это выявить определённый вид кэмп-юмора.
Компаньон Уэйла Дэвид Льюис категорически заявил, что сексуальная ориентация Уэйла «не имеет отношения» к его режиссуре.

Джимми был прежде всего художником, и его фильмы представляют работу художника — не художника-гея, а художника.Оригинальный текст (англ.)Jimmy was first and foremost an artist, and his films represent the work of an artist—not a gay artist, but an artist.— Джеймс Кёртис
Биограф режиссёра Кёртис отвергает идею о том, что Уэйл отождествлял бы себя с «монстром» с гомосексуальной точки зрения, заявляя, что если бы он чувствовал себя антисоциальной фигурой, это было бы основано не на его сексуальной ориентации, а на происхождение из низших классов.

## Стилистика фильмов
Здесь Уэйл сумел наглядно продемонстрировать и свой 
талант художника-декоратора, и тягу к экспрессионизму, и свойственный 
ему чёрный юмор. Стилизация и деформация природы создавали ощущение нереальности происходящего. Буря за окном в эпизоде оживления чудовища усиливала и без того жуткий эффект пробуждения мертвеца.
Уэйл находился под сильным влиянием немецкого экспрессионизма. Он был поклонником фильмов Пауля Лени, сочетавших в себе элементы готического хоррора и комедии. Это влияние наиболее заметно в «Невесте Франкенштейна». Влияние экспрессионизма также проявляется во «Франкенштейне», частично основывающегося на работах Пауля Вегенера, и его фильмов «Голем» (1915) и «Голем: как он пришёл в мир» (1920), а также «Кабинет доктора Калигари» (1920) Роберта Вине, который Уэйл неоднократно смотрел во время подготовки к съёмкам «Франкенштейна». Влияние экспрессионизма проявляется в актёрской игре, костюмах и дизайне Монстра. Уэйл и гримёр Джек Пирс, возможно, также находились под воздействием школы дизайна Баухаус. Экспрессионистское влияние продолжалось на протяжении всей карьеры Уэйла, и его последний фильм «Эй, кто-нибудь!» был высоко оценён Sight & Sound как «виртуозный узор света и тени, часть полностью продуманного экспрессионистского кинопроизводства бесцеремонно выпущенный посреди расцвета неореализма».
Уэйл был известен тем, что использовал подвижную камеру. Ему приписывают заслуги в том, что он был первым режиссёром, который использовал панораму на 360 градусов в фильме «Франкенштейн». Уэйл применил аналогичный прием в «Плавучем театре», когда камера следила за Полем Робсоном, исполняющим песню Ol' Man River. Во «Франкенштейне» часто выделяют серию планов, используемых для представления монстра: «Ничто не может полностью избавить от острых ощущений во время просмотра последовательных планов, на которых подвижная камера Уэйла показывает нам неуклюжую фигуру». Такие планы, начиная со среднего и заканчивая двумя крупными лица монстра, Уэйл повторил, чтобы представить Гриффина в «Человеке-невидимке» и жестокого мужа в «Ещё одной реке».

## Влияние

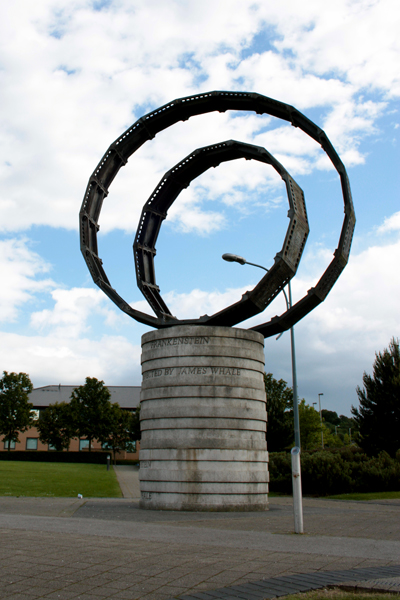
Скульптура Чарльза Хэдкока в память о Джеймсе Уэйле. Дадли, Англия

В 1930-е годы Уэйл создал для Universal три классических фильма ужасов («Франкенштейн», «Человек-невидимка», «Невеста Франкенштейна»), оказавших влияние на развитие этого жанра кино. Их относят к серии фильмов, ставшей известной как «Монстры Universal». Впоследствии она приобрела культовый статус и стала известна как «Классическая серия фильмов ужасов студии „Universal“». К таким знаковым для становления жанра хоррора постановкам также относят фильмы «Дракула» (1931), «Мумия» (1932), «Убийство на улице Морг» (1932), «Чёрный кот» (1934), «Ворон» (1935).
Бен Сакс из газеты «Chicago Reader» в статье про «Плавучий театр» написал о Джеймсе Уэйле:
Уэйл проживёт ещё 17 лет. Учитывая необычайную скорость, с которой он работал в 1930-х годах, он мог бы снять ещё 34 фильма. Это такая же потеря для истории кино, как и непревзойдённость его сохранившихся работ.Бен Сакс
Влиятельный кинокритик Эндрю Саррис в своём рейтинге кинорежиссёров 1968 года отнёс Уэйла к категории «lightly likable» («слегка симпатичный» — талантливые, но неровные режиссёры, сохраняющие изящество неприхотливости). Саррис называет «Невесту Франкенштейна» «настоящей жемчужиной» из серии фильмов про Франкенштейна и приходит к выводу, что карьера Уэйла «отражает стилистические амбиции и драматические разочарования экспрессиониста, контролируемого голливудской студией 30-х годов». Французский киновед Жак Лурсель также высоко оценил вклад Уэйла в создание кинематографической легенды о монстре Франкенштейна. Особенно он подчёркнул достоинства первого фильма из этой серии и образ в исполнении Бориса Карлоффа, что «намертво врезалось не только в киноманскую память, но и в коллективную память эпохи». Этого во многом удалось достичь благодаря незаурядным способностям режиссёра:
Сильная сторона Уэйла — необычайно плавный для своего времени стиль операторской работы (напомним, что это лишь первые годы звукового кино): режиссёр подчёркивает декорации и действия персонажей на общем болезненно-ироничном фоне, который и по сей день впечатляет публику. Доказательством тому служат многочисленные повторные выпуски фильма в прокат. В превосходном первом фильме цикла одарённость Уэйла можно оценить, так сказать, в чистом виде.

Французский режиссёр Жан-Пьер Мельвиль включил Уэйла в свой список любимых американских режиссёров 1930—1940-х годов. Под влиянием Уэйла было снято несколько картин и пародий («Шоу ужасов Рокки Хоррора» Джима Шармана, «Молодой Франкенштейн» Мела Брукса и др.). Федерико Феллини в иронической манере использовал некоторые стилистические приёмы мастера ужасов в своей новелле «Брачное агентство» из киноальманаха «Любовь в городе» (1953). По словам итальянского режиссёра, приняв предложение продюсера об участии в этом проекте, он решил «снять короткометражный фильм в самой что ни есть неореалистической манере по сценарию, в котором рассказанная история не могла ни при каких обстоятельствах быть правдой…». В то время он размышлял следующим образом: «Как повели бы себя Джеймс Уэйл или Тод Браунинг, если бы им пришлось ставить „Франкенштейна“ или „Дракулу“ в стиле неореализма?»

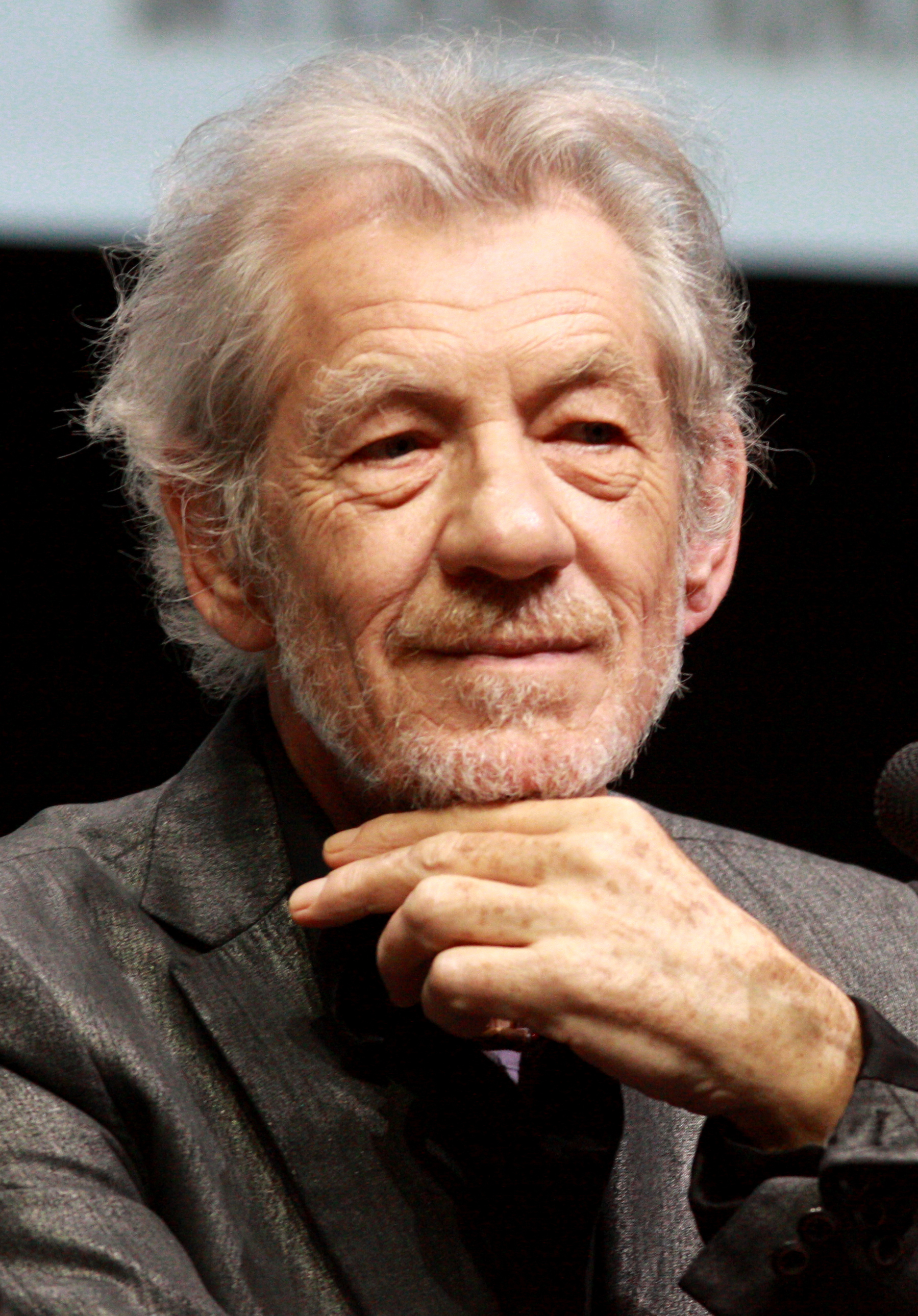
Иэн Маккеллен — исполнитель роли Уэйла в биографическом фильме «Боги и монстры»

Последние месяцы жизни Уэйла стали темой романа Кристофера Брэма «Отец Франкенштейна» (1995). Он посвящён отношениям между Уэйлом и вымышленным молодым садовником по имени Клейтон Бун. «Отец Франкенштейна» послужил основой для фильма 1998 года «Боги и монстры» с Иэном Маккелленом в роли Уэйла и Бренданом Фрейзером в роли Буна. За эту роль Маккеллен был номинирован на премию Оскар. По словам российского критика Михаила Трофименкова, благодаря этой постановке «„отец“ кино-Франкенштейна» и «классик» фильмов-ужасов — это «единственный режиссёр классического Голливуда, которого современные зрители знают в лицо…». Также по роману Брэма был поставлен спектакль, премьера которого состоялась в феврале 2015 года в Лондоне в театре Southwark Playhouse.
Только два фильма Уэйла были номинированы на Оскар — «Человек в железной маске» (за музыкальное сопровождение) и «Невеста Франкенштейна» (за звукозапись). Впоследствии фильмы «Франкенштейн», «Человек-невидимка» и «Невеста Франкенштейна» были включены в Национальный реестр фильмов США. В него входят кинопроизведения, имеющие «культурное, историческое или эстетическое значение» и выбранные Национальным советом США по сохранности фильмов для хранения в Библиотеке Конгресса.
В сентябре 2001 года на территории нового многозального кинотеатра в родном городе Уэйла Дадли ему был установлен памятник. Скульптура Чарльза Хэдкока изображает рулон плёнки с лицом монстра Франкенштейна, выгравированного на кадрах, и названия его самых известных фильмов, представленных на литом бетонном основании в форме киноплёнки. Было запланировано создание и других скульптур, отсылающих к ранним работам Уэйла, но по состоянию на 2019 год ни одна из них не была установлена.
С октября 2012 по январь 2013 года в музее и художественной галерее Дадли проходила ретроспектива «Ужасы в Голливуде: история Джеймса Уэйла» (англ. Horror in Hollywood: The James Whale Story).

## Фильмография
| Год  | Русское название         | Оригинальное название фильма | Кто                               |
| ---- | ------------------------ | ---------------------------- | --------------------------------- |
| 1930 | Конец путешествия        | Journey’s End                | Режиссёр                          |
| 1930 | Ангелы ада               | Hell’s Angels                | Сорежиссёр (постановщик диалогов) |
| 1931 | Мост Ватерлоо            | Waterloo Bridge              | Режиссёр                          |
| 1931 | Франкенштейн             | Frankenstein                 | Режиссёр                          |
| 1932 | Нетерпеливая дева        | Impatient Maiden             | Режиссёр                          |
| 1932 | Старый тёмный дом        | The Old Dark House           | Режиссёр                          |
| 1933 | Поцелуй перед зеркалом   | The Kiss Before the Mirror   | Режиссёр                          |
| 1933 | Человек-невидимка        | The Invisible Man            | Режиссёр                          |
| 1933 | При свечах               | By Candlelight               | Режиссёр                          |
| 1934 | Ещё одна река            | One More River               | Режиссёр                          |
| 1935 | Невеста Франкенштейна    | Bride of Frankenstein        | Режиссёр                          |
| 1935 | Помнишь прошлую ночь?    | Remember Last Night?         | Режиссёр                          |
| 1936 | Ты можешь быть следующим | You May Be Next              | Сценарист                         |
| 1936 | Плавучий театр           | Show Boat                    | Режиссёр                          |
| 1937 | Дорога назад             | The Road Back                | Режиссёр                          |
| 1937 | Великий Гаррик           | The Great Garrick            | Режиссёр                          |
| 1938 | Грешники в раю           | Sinners in Paradise          | Режиссёр                          |
| 1938 | Жёны под подозрением     | Wives Under Suspicion        | Режиссёр, продюсер                |
| 1938 | Порт семи морей          | Port of Seven Seas           | Режиссёр                          |
| 1939 | Человек в железной маске | The Man in the Iron Mask     | Режиссёр                          |
| 1940 | Зелёный ад               | Green Hell                   | Режиссёр                          |
| 1941 | Они не рискуют любить    | They Dare Not Love           | Режиссёр                          |
| 1949 | Эй, кто-нибудь!          | Hello Out There              | Режиссёр                          |